# Bursera coyucensis
Bursera coyucensis är en tvåhjärtbladig växtart som beskrevs av Arthur Allman Bullock. Bursera coyucensis ingår i släktet Bursera och familjen Burseraceae. Inga underarter finns listade i Catalogue of Life.